# Carlos Alberto Dultra Cintra
Carlos Alberto Dultra Cintra CBJM (Ipirá, 28 de abril de 1943), é um magistrado brasileiro, ex-presidente do Tribunal de Justiça do estado da Bahia.

## Biografia
Filho de Anfilófio de Oliveira Cintra e Maria de Lourdes Dultra Cintra.
Formado pela Faculdade de Direito da Universidade Federal da Bahia em 1967, logo ingressou por concurso no ministério público, assumindo na Comarca de Ubatã naquele mesmo ano; após sucessivas promoções, foi nomeado em 1985 Procurador de Justiça, integrou em 1987 o Conselho Superior do Ministério Público; Procurador-Geral de Justiça no biênio 1991-1993, em 1994 é nomeado desembargador do Tribunal baiano.
Em 2002 o desembargador foi eleito Presidente do TJ-BA, vencendo a candidatura de Amadiz Barreto, apoiada pelo chefe político estadual até então, o ex-senador Antônio Carlos Magalhães; com a derrota, Amadiz abandonou a magistratura, e Dultra Cintra passou a ser o principal nome do Judiciário baiano, durante quase dez anos. O processo foi um "divisor de águas" na política baiana, marcando o início do fim do "carlismo".
Após o biênio à frente do TJ, Cintra presidiu o Tribunal Regional Eleitoral baiano (2004-2006) e foi seu Vice-Presidente em dois outros exercícios.
Em janeiro de 2012 Cintra apoiou uma candidata à Presidência do TRE, mas esta foi derrotada, marcando assim o fim de sua hegemonia no Judiciário.
Pediu sua aposentadoria voluntária no começo de 2013, encerrando assim sua carreira alguns dias antes de completar 70 anos.
Recebeu, também em 2013, a mais alta comenda da Assembleia Legislativa da Bahia, a comenda de Cidadão Benemérito da Liberdade e da Justiça Social João Mangabeira, que é concedido a brasileiros reconhecidamente dedicados às causas nobres, humanas e sociais que tenham resultado no desenvolvimento político e socioeconômico do Brasil, melhorando significativamente a vida das pessoas 

,
em reconhecimento por sua atuação à frente do Judiciário daquele estado.